# Rhacophorus appendiculatus
Rhacophorus appendiculatus és una espècie de granota que es troba a Brunei, l'Índia, Indonèsia, Malàisia, les Filipines i, possiblement també, a Bhutan, Myanmar i Tailàndia.
Està amenaçada d'extinció per la pèrdua del seu hàbitat natural.